# El pueblo de las malditas
El pueblo de las malditas (Hepzibah - Sie holt dich im Schlaf en V.O.) es una película de terror alemana dirigida por Robert Sigl en 2010.
El film fue rodado íntegramente en inglés

## Argumento
Un extraño suceso sacude a un pequeño pueblo alemán: todas las jóvenes de la localidad fallecen aparentemente por suicidio en las siguientes circunstancias: mueren a las 00:00 en su recién decimoctavo cumpleaños y todas parecen sufrir de insomnio.
Casualmente y ajena a esto, Kirsten Schwarz (Eleanor Tomlinson), una hijastra cuyos padrastros están de viaje está a tres días de cumplir los 18 años y padece también los mismos síntomas. Un día recibe un correo electrónico sobre sus "verdaderos" padres que murieron en un accidente y que eran originarios de la población. 
Tras llegar a su destino descubre de boca de los vecinos que tiene mucho en común con las víctimas del insomnio y decide investigar lo que sucede.

## Reparto
- Eleanor Tomlinson es Kirsten Schwarz.
- Finn Atkins es Marie Schwarz.
- Christopher Elson es Raphael.
- Marketa Frosslova es Hepzibah.
- David Bamber es Dr. Wagner
- David Fellowes es Dr. Fischer
- Murray Melvin es Bibliotecario.
- Kevin Colson es Pater Raymond.
- Helen Mutch es Melanie.
- Emily Cox es Stephanie.
- Keylee Jade Flanders es Amelia.
- Scarlett Sabet es Anna.
- Robert Sigl es Cura.